# The Dolphin Brothers
Segundo o Allmusic, The Dolphin Brothers é um projeto musical dos ex integrantes da banda new romantic Japan, Steve Jansen (bateria, percussão, teclados e vocais) e Richard Barbieri (teclados e sintetizadores). Nas páginas de discografia de ambos os artistas na web está escrito que lançaram Worlds in a Small Room pela Pan East (UK) e JVC Victor (Japão) em 1985, como Jansen-Barbieri. Depois disso se chamaram The Dolphin Brothers; lançando um LP intitulado Catch the Fall, pela Virgin, em 1987.
Estiveram presentes nas sessões de gravação de Catch the Fall os músicos Danny Thompson, Phil Palmer, David Rhodes, Matthew Seligman, Robert Bell, Clive Bell, Martin Ditcham, B. Heinrich-Keat (guitarra adicional, em "Shining"), Carrie Booth (piano, na música "My Winter") e os 'backing vocals' de Suzanne Murphy, Katie Kissoon e P.P. Arnold.

## Catch the Fall(faixas)
Lado 1
1. Catch the Fall
2. Shining
3. Second Sight
4. Love That You Need

Lado 2
1. Real Life, Real Answers
2. Host to the Holy
3. My Winter
4. Pushing the River

## Singles
- "Shining" / "My Winter" (1987) - Virgin Records (7", VS969 /12", VS96912)
- "Second Sight" / "Host to the Holy" (1987) - Virgin Records (7", VS997 /12", VS99712)
- "Face to Face" / "Second Sight" (1988) - Virgin Records (7", VJS-7011 - promocional, Japão)